# 希默尔普福滕
希默尔普福滕是德国下萨克森州的一个市镇。总面积18.29平方公里，总人口4896人，其中男性2426人，女性2470人（2011年12月31日），人口密度268人/平方公里。